# 맥각 중독
맥각 중독(麥角中毒, Ergotism, ergotoxicosis, ergot poisoning, Saint Anthony's Fire) 또는 맥각 중독증은 맥각이 장기적으로 중독되어 일어난 결과로, 전통적으로는 호밀과 다른 곡물을 감염시키는 맥각균이 만들어내는 알칼로이드의 섭취에 기인하며, 최근에는 수많은 에르고린 기반 약물 작용에 의해 발생한다.

## 증상
증상은 크게 경련 증상과 괴저 증상으로 나눌 수 있다.

### 경련
경련 증상으로는 발작, 근육 경련, 설사, 저림, 가려움, 또 조증, 정신증, 두통, 구역질, 구토를 포함한 정신적인 영향을 포함한다.

### 괴저
건성 괴저는 에르고타민-에르고크리스틴 알칼로이드 균에 의해 일어나는 혈관 수축의 결과이다. 혈관 수축은 혈관 확장제로 치료된다.

## 병인
독성 에르고린 유도체들이 메틸에르고메트린, 에르고타민, 과거에는 에르고린과 같은 맥각 기반 의약품에서 발견된다. 유해한 부작용은 많은 양을 복용하거나 어느 정도의 복용량이 에리트로마이신과 같은 포텐시에이터와 상호 작용할 때 발생한다.
역사적으로 맥각균에 오염된 곡물을 섭취하면 맥각 중독이 발생하기도 한다.
알칼로이드 또한 어미에서 자식에게로 수유를 하면서 전달될 수 있으며, 이 경우 젖먹이에게도 맥각 중독이 발생할 수 있다.

## 같이 보기
- 맥각균